# Nimigea
Nimigea é uma comuna romena localizada no distrito de Bistrița-Năsăud, na região histórica da Transilvânia. A comuna possui uma área de 98.36 km² e sua população era de 5324 habitantes segundo o censo de 2007.